# Siemens-Schuckert D.IV
Le Siemens-Schuckert D.IV est un avion de chasse allemand de la Première Guerre mondiale, successeur du Siemens-Schuckert D.III dont la carrière fut entravée par de continuels problèmes de moteur. Il était intégralement fabriqué par des filiales du groupe Siemens : sa cellule était fabriquée par Siemens-Schuckert Werke (SSW) et son moteur par Siemens & Halske (Sh). Ce biplan à hautes performances, surtout en altitude, arriva toutefois trop tard dans le cours de la guerre, et seuls une soixantaine d'exemplaires furent engagés au combat.

## Opérateurs
Empire allemand
- Luftstreitkräfte